# Finlàndia al Festival de la Cançó d'Eurovisió 2012
| Edició                   | 2012                                                    |
| Televisio(ns) implicades | YLE                                                     |
| Nom de la preselecció    | UMK (Uuden Musiikin Kilpailu)                           |
| Dates                    | La final està prevista pel 25 de febrer de 2012.        |
| Format                   | Talent show. Consta de cinc rondes prèvies i una final. |
| Presentadors             | Anne Lainto i Joona Kortesmäki                          |
| Nombre de participants   | 40                                                      |

La YLE ha decidit canviar el seu habitual sistema de preselecció anomenat Euroviisut per un nou tipus de talent show, anomenat UMK, obert a tot tipus d'artistes.

## Organització
El període per inscriure's a l'UMK va comprendre del 15 d'agost al 30 de setembre de 2011. El total de propostes rebudes va ser de 540. El concurs compta amb cinc rondes prèvies entre el 27 de gener i el 24 de febrer de 2012. La final està prevista pel 25 de febrer de 2011. Dels 40 temes escollits en primera fase, un jurat, tenint en compte el vot dels internautes, en triarà 12 per a la fase televisada.

El jurat de l'UMK es compon de: Wallu Valpio, Anna Laine, Tomi Saarinen i Jorma Hietamäki.

## Candidats
Els 40 participants escollits en primera fase són:
1. Martina: "Checkmate"
2. Jari & Taika: "Aamuyön ikuisuus"
3. KaksKaks & Alisa: "Anna aikaa"
4. Malin Kojola: "Home"
5. Alchemy Road: "Burning"
6. DCX: "Erase You"
7. The Spyro: "Teleport My Heart"
8. Lasmatic: "Yksin yhdessä"
9. Iconcrash: "We Are The Night"
10. Stig: "Laululeija"
11. Pernilla Karlsson: "När jag blundar"
12. 1Love: "International Love Song"
13. Raita Ilomäki: "Usko rakkauteen"
14. Arto: "Roudassa"
15. Moobs: "Johnny"
16. Boys Hate Silence: "Miracle"
17. Jessica Wolff: "Better"
18. Ville Eetvartti: "Lasikaupunki"
19. Fatima Koroma: "Different Coloured Socks"
20. Selja Sini: "Pack Up"
21. Leola: "Rytmit rikkoutuu"
22. Kirahvi nimeltä Tuike: "Sinisulkien viimeinen"
23. Freeman & Uusi Fantasia: "Noitanainen"
24. Petra: "Janis Joplin"
25. Hans on the bass: "Only 7 Days"
26. Lassi, Tuukka & Jyrki: "Huominen ei ole koskaan nyt"
27. Judy: "Kisscollector"
28. Seamus: "Like Soldiers Go"
29. Pauliina Salonen: "Want My Life Back"
30. Aili: "Mun taivas"
31. Mica Ikonen: "Antaa mennä"
32. Noora: "Every Day In The Sunshine"
33. Captor: "Hooked On Wii"
34. Apila: "Joenvarren tyttö"
35. Anna Inginmaa: "Meikin alta"
36. Aura Pineda: "Kunpa vois"
37. Kaisa Vala: "Habits Of Human Beings"
38. Tom Morgan: "Melt"
39. Rita Lovely & the Soultwisters: "November's Touch"
40. Eveliina Määttä: "Perfect"

## Resultats
- Gala 1: 27 de gener de 2012.

Els dotze finalistes directes escollits pel jurat són:
- Aili - Mun taivas
- Aura Pineda - Kunpa vois
- Freeman & Uusi Fantasia - Noitanainen
- Iconcrash - We are the night
- Jari & Taika - Aamuyön salaisuus
- Kaisa Vala - Habits of human beings
- Kirahvi nimeltä Tuike - Sinisulkien viimeinen
- Leola - Rytmit rikkoutuu
- Mica Ikonen - Antaa mennä
- Pernilla Karlsson - När jag blundar
- Stig - Laululeija
- Ville Eetvartti – Lasikaupunki